# Phalonidia ochracea
Phalonidia ochracea es una especie de polilla del género Phalonidia, categorizada en la tribu Cochylini, de la subfamilia Tortricinae. Fue descrita por Razowski en 1967.
Fue publicada en la revista Acta Zoologica Cracoviensia 12: 164. Se distribuye por América del Sur: en Ecuador, en la provincia de Chimborazo, Huigra.